# История на Сръбската православна църква
Историята на Сръбската православна църква датира от началото на 13 век, когато на 6 декември 1219 г. в Жича на основата на бившите четири рашка, призренска, липлянска и сремска епархии на Охридската архиепископия, плюс съществували, преобразувани или новоосновани други такива в средновековните сръбски земи, се учредява Жичка архиепископия, т.е. сръбска такава, или просто за сърбите. Учредител е Растко Неманич, с което действие си навлича гнева на охридския архиепископ по това време Димитър Хоматиан, че неканонично се е самонастанил в, обсебил и отцепил четири български епархии – за цели по продължаваното покръстване на сърбите. 
През втората половина на века Жича изгаря, запалена от татарите, и архиепископията е преместена в Печ (Косово).  В периода 1291 – 1346 г. се нарича вече Печка архиепископия, докато на Великден 1346 г. в Скопие не е издигната на църковно-народен събор в Печка патриаршия с цар Стефан Душан, титуловал се за цар на сърби и гърци. 
Печката патриаршия просъществува в периода 1346 – 1766 г., като в периода 1465 – 1557 г. диоцеза ѝ e върнат в лоното на Охридската архиепископия и de facto и de jure тя не съществува. Възстановена е по личното настояване на Мехмед паша Соколович пред падишаха. Великият везир на Османската империя изтъква за решението държавнически съображения. 
По време на т.нар. голяма турска война се случва т.нар. голямо сръбско преселение в земите на днешна Войводина най-вече. На крушедолския събор е решено, като е и утвърдено от император Йосиф I на Свещената Римска империя, настояването на избягалия народ с неговите йерарси от Османската империя – за създаването на Крушедолска митрополия (не патриаршия), която след изгарянето на Крушедолския манастир по време на австро-турска война (1716 – 1718) става Карловачка митрополия със седалище в Сремски Карловци. Това положение се запазва до 1920 г., когато се създава нова държава – Кралство на сърби, хървати и словенци.
В 1920 г. на основата на бившата Печка патриаршия, и по правоприемство от съществуващите Карловачка и Белградска митрополии на Княжество Сърбия и Кралство Сърбия (вкл. и Цетинска митрополия на Княжество Черна гора и Кралство Черна гора), се издига Сръбска патриаршия със седалище и средище в Белград.  До 1922 г. издигането на СПЦ в патриаршия е утвърдено от съществуващите православни автокефални църкви, като канонично. 